# 石川淳 (政治家)
石川 淳（いしかわ じゅん、1879年10月25日 - 1933年8月16日）は、日本の政治家。衆議院議員（1期）。

## 経歴
福島県出身。石城耐火煉瓦（株）社長、東洋電線、電機製造各（株）監査役、富士水電（株）嘱託となる。
1920年8月、福島2区から前田兵郎の死去による補欠選挙で立憲政友会公認で立候補して当選する。衆議院議員を1期務め、1924年の第15回衆議院議員総選挙には立候補しなかった。1933年に死去した。